# فرهاد آریان‌فر
فرهاد آریان‌فر (زادهٔ ۱۳۴۶ خرم‌آباد) سرتیپ ارتش جمهوری اسلامی ایران است، که هم‌اکنون به‌عنوان رئیس اداره آمادگی رزمی ستاد کل نیروهای مسلح فعالیت می‌کند، همچنین مدرس دانشگاه افسری امام علی است.
آریانفر از ابتدای دهه ۱۳۹۰ تا ۱۳۹۴ فرمانده تیپ ۲۲۳ تکاور پرندک بود، از ۱۳۹۴ تا ۱۳۹۵ به‌عنوان جانشین فرمانده لشکر ۲۳ تکاور فعالیت می‌کرد، در فاصله سال‌های ۱۳۹۵ تا ۱۴۰۰ فرماندهی قرارگاه منطقه‌ای غرب نزاجا را برعهده داشت، از سال ۱۴۰۰ تا ۱۴۰۱ معاون عملیات نیروی زمینی ارتش بود و از سال ۱۴۰۱ نیز رئیس اداره آمادگی رزمی ستاد کل نیروهای مسلح است. وی در سال ۱۳۹۹ درجه سرتیپی دریافت کرد.